# 生田沙織
生田 沙織（いくた さおり、1977年7月31日 - ）は、日本のAV女優。以前はアライブプロモーションに所属していた。

## 出演作品

### アダルトビデオ
2005年
- 責め縄秘画報 縄悦 其ノ五 卑肉内縁妻劣情縛り （10月18日、アヴァ）
- 三十路させ頃 人妻の火照り （12月22日、シャイ企画）オムニバス作品

2007年
- 手コキの虜 ～オフィス編～ （5月4日、WOMAN）
- 親友の母 中出し （5月25日、小林興業）
- 東京団地妻中出し 5 （5月30日、ドリームステージエンタテインメント）※「生田サオリ」名義
- 人妻恥悦旅行 五十四 不倫夜行列車編 （6月13日、グローリークエスト）
- 美女 パイパンデラックス （7月4日、AVS）
- カップル目的暴行魔 （8月25日、ながえスタイル）
- 人妻の性欲 （9月1日、ビーワン）
- リモコンバイブの虜 8 （9月7日、プールクラブ・エンタテインメント）オムニバス作品
- バイブの虜 25 （9月7日、プールクラブ・エンタテインメント）オムニバス作品
- 目黒区在住 熟女コンパ 3×3 （11月15日、センタービレッジ）
- 猟奇の檻 33 （11月27日、アヴァ）
- 初脱ぎ熟女 58 （12月7日、クリスタル映像）オムニバス作品
- 人妻密会 官能旅行 （12月7日、フリービジョン）オムニバス作品
- 人妻たちの野外露出 （12月13日、BRAVO）
- 私を嫉妬させてください… 愛妻ダッチワイフ 2 （12月25日、ながえスタイル）オムニバス作品

2008年
- 熟女 逆ハーレム 8 貴女の思いのまま （1月25日、クリスタル映像）オムニバス作品
- 奥さんの生パンティの脇からチ○ポ差し込んでそのまま発射 2 （1月25日、アロマ企画）オムニバス作品
- 美熟女手コキ三昧 （2月15日、映天）オムニバス作品
- 人妻デリバリー 10 （2月22日、クリスタル映像）オムニバス作品
- 私が不倫をする理由 （3月1日、グラフィス）オムニバス作品
- 単独女性 ～奥様の裏・事情～ （3月5日、リッチジャパン）
- 変態家庭教師 （3月13日、溜池ゴロー）
- 女の不幸・全記録 黒人坊主と母娘姦 （3月15日、大洋図書）
- 熟女にセンズリ見せつけて相互オナニー （3月21日、映天）オムニバス作品
- 美熟女ナンパ 無料マッサージで気持ち良くなりませんか? （3月21日、虎堂）オムニバス作品
- 隣の綺麗なお姉さんに亀頭を弄ばれて… （3月25日、しのだプロジェクト）オムニバス作品
- お漏らし婦人 （4月15日、大洋図書）
- 美熟女 悩殺Body 1 （4月25日、クリスタル映像）オムニバス作品
- 人妻姉妹 借金肉地獄 （5月22日、ヒビノ）
- 友達の母さん （5月25日、小林興業）
- 淫らな人妻 （5月25日、ドリームステージエンタテインメント）
- 異常性欲 13 （5月30日、クリスタル映像）オムニバス作品
- 潜入!!マル秘激ヤバ裏ルート 熟女乱交パーティー （6月19日、ダイナマイトエンタープライズ）
- 三十路妻中出しドキュメント （6月25日、小林興業）オムニバス作品
- 快楽は我慢できない 色に狂った助平な熟女 （7月13日、FAプロ）
- 奥さま発情中 （8月18日、なでしこ）
- 見たこともない体位で絡み合う! 超絶軟体BODY!! （8月21日、LADY×LADY）
- 人妻浣腸悦虐 （9月1日、シネマジック）
- 母子接吻 （10月16日、タカラ映像）
- 美人妻たちのセンズリ鑑賞 其の壱 （10月17日、OFFICE K'S）オムニバス作品
- きれいな若妻に外でオマンコをおっぴろげさせました! （10月24日、コマダム倶楽部）
- 本当にイッてる指オナニー 3 （11月7日、OFFICE K'S）オムニバス作品
- 欲しがり妻 お尻にもちょーだい 2 （11月21日、クリスタル映像）オムニバス作品
- 看護婦の内分泌検査 （11月22日、大洋図書）
- 縄汗 美囚責め縛り （11月25日、ダーティーファクトリー）
- 本格レズ 夫の連れ子に犯された未亡人 （12月12日、東京音光）
- 義母さんが教えてあげる 4 （12月12日、東京音光）
- 淫靡な人妻の異常な発情 （12月13日、溜池ゴロー）
- 我慢できないアソコの疼き 熟女のおさね汁 （12月13日、FAプロ）オムニバス作品
- 女の不幸・全記録 7 喪服、監禁、輪姦事件。 （12月19日、大洋図書）
- 熟した女のズボズボディルドオナニー （12月19日、OFFICE K'S）オムニバス作品

2009年
- 近親相姦 お母さんの美尻 （1月1日、ワンズファクトリー）
- 調教限界2 全てを受け入れた10人の女達 （1月7日、アタッカーズ）オムニバス作品
- マザコンレズビアン （1月15日、ワープエンタテインメント）
- 人妻温泉 癒し系 24 （1月16日、クリスタル映像）オムニバス作品
- 生田沙織のM男苛めナマLIVE （4月22日、vamp-freyja）
- 生田沙織先生のM男ナマ性教育 （6月20日、vamp-freyja）
- 女優志願の残酷物語 生田沙織 (12月18日、大洋図書)

2010年
- ペニバン黄金リンチ！ 全部食べろ 出来なきゃぶっ殺す（2月1日、セカンドフェイスG） ※名前なし
- 完熟女の花道 4 3時間（4月9日、東京音光）
- ゲロスカ痴女 糞尿三姉妹「人間崩壊シリーズ10 」（9月17日、ラッシュ）
- 糞尿ゲロ女王様の祭典「人間崩壊シリーズ12 」（12月17日、ラッシュ）

2011年
- ゲロスカ痴女 糞尿館の掟「人間崩壊シリーズ13 」（1月21日、ラッシュ）
- ショリニ ～Return's～ 不要男性社員処理第二課（2月25日、ヤプーズマーケット）

## メディア

### CSテレビ
スカパー！
- パラダイステレビ 東京女子アナ商会 部長役でレギュラー出演（2010年4月～）